# Christian Kloepfer
Pour les articles homonymes, voir Kloepfer.
Christian Kloepfer (22 décembre 1847-9 février 1913) est un homme politique canadien de l'Ontario. Il est député fédéral conservateur de la circonscription ontarienne de Wellington-Sud de 1896 à 1900.

## Biographie
Né à New Germany, comté de Waterloo (en) dans le Canada-Est, Kloepfer est le fils d'immigrants allemands, Kleopfer exerce la profession de marchand de matériel de transport.
Élu dans Wellington-Sud en 1896, il est défait en 1900 et en 1904. Il siège également au conseil municipal de Guelph et travaille aussi comme directeur de la Traders Bank of Canada. Il meurt à Guelph à l'âge de 65 ans.